# وادي مرخ
وادي مرخ واد من الأودية المعروفة في منطقة الرياض ويمر في مجراه محافظتي الغاط والمجمعة ليستقر في روضة السبلة الشهيرة بمحافظة الزلفي، وهوأشهر أودية المنطقة.
وسمي بمرخ نسبة لنبات المرخ، وقد ذكره الحطيئة مخاطبا عمر بن الخطاب في بيته القائل: ماذا تقول لأفراخ بذي مرخ.

## روافده
ينحدر سيله من الجنوب الشرقي لقري الدبداب مما يلي الغاط شرقاً ويمر قريبا من بلدة الغاط القديمة بنحو 10 أكيال شرقا وعلوالوادي وبداياته ثلاثة فروع هي أبا الغويرات والشرجان وأبا العنن وجميعها في متزه الغاط البري الدبداب ويجتاز كوبري الطريق السريع وبعده بحوالي الكيلومتر يجتازكوبري الطريق القديم ثم يذهب سيله باتجاه الشمال وأول روافده جاره شعيب صفيان ثم سيول شعيب القري وسايلة الحصاة وشعيب سدحة فشعيب الجنوبي والشمالي ثم شعيب الخويش ومعظم هذه الشعاب صغيرة لاتتجاوز5 كم وبعدها تأتي روافد أكبرمثل الحسكي وهوأكبروافد مرخ وأوقويره وأم خييمة وأبوحريقه وريمية والشعلان وغيرها . وقبل نهايته يفيض به واديين يعرفون لدى أهل المنطقة بأسماء قديمة فيطلق على الحسكي وما التقى به من شعاب (الداقة) وهي التي تأتي من الناحية الجنوبية الغربية . ويطلق على الشعاب التي تلتقي مع مرخ من الناحية الجنوبية الشرقية (السايلة) وجميعها تتحد مع وادي مرخ تحت كوبري طريق الزلفي الرياض قبل نهايته بحوالي 10ك حتى يفيض في روضة السبلة 25 كم عن الزلفي.

## تاريخ
رقم الحديث: 21 (حديث موقوف) أخبرني الحرمي بن أبي العلاء، ومحمد بن العباس اليزيدي، وعمر بن عبد العزيز بن أحمد، وطاهر بن عبد الله الهشامي، قالوا : حدثنا الزبير بن بكار، قال : حدثني محمد بن الضحاك بن عثمان الحزامي، قال : حدثني عبد الله بن مصعب، عن ربيعة بن عثمان، عن زيد بن أسلم، عن أبيه، قال : " أرسل عمر إلى الحطيئة وأنا جالس عنده وقد كلمه فيه عمرو بن العاص وغيره، فأخرجه من السجن فأنشده قوله :
ماذا تقول لأفراخ بذي مرخ حمر الحواصل لا ماء ولا شجر
ألقيت كاسبهم في قعر مظلمة فاغفر عليك سلام الله يا عمر
أنت الإمام الذي من بعد صاحبه ألقى إليك مقاليد النهى البشر
لم يؤثروك بها إذ قدموك لها لكن لأنفسهم كانت بك الأثر
فامنن على صبية بالرمل مسكنهم بين الأباطح تغشاهم بها القرر
أهلي فداؤك كم بيني وبينهم من عرض داوية تعمى بها الخبر
قال : فبكى حين قال : ماذا تقول لأفراخ بذي مرخ، فقال عمرو بن العاص : ما أظلت الخضراء، ولا أقلت الغبراء أعدل من رجل يبكي على تركه الحطئية، فقال عمر : علي بالكرسي، فأتي به، فجلس عليه، ثم قال : أشيروا علي في الشاعر فإنه يقول الهجر وينسب الحرم ويمدح الناس ويذمهم بغير ما فيهم، ما أراني إلا قاطعا لسانه، ثم قال : علي بالطست، فأتي بها، ثم قال : علي بالمخصف علي بالسكين، لا بل علي بالموسي، فهو أوجى، فقالوا : لا يعود يا أمير المؤمنين، فأشاروا إليه أن قل : لا أعود، فقال : لا أعود يا أمير المؤمنين، فقال له : النجاء، قال : فلما ولى، قال له عمر : يا حطيئة، كأني بك عند فتى من قريش قد بسط لك نمرقة وكسر لك أخرى، وقال : غننا يا حطيئة، فطفقت تغنيه بأعراض الناس.
قال ابن أسلم : فما انقضت الدنيا حتى رأيت الحطيئة عند عبيد الله بن عمر قد بسط له نمرقة وكسر له أخرى، وقال : غننا يا حطيئة، فجعل يغنيه، فقلت له : يا حطيئة، أتذكر قول عمر ؟ ففزع، وقال : يرحم الله ذلك المرء، أما إنه لو كان حيا ما فعلت، قال : وقلت لعبيد الله : سمعت أباك يقول كذا وكذا، فكنت أنت ذلك الرجل ".
وروي عن عبد الله بن المبارك، أن عمر رضي الله عنه لما أطلق الحطيئة أراد أن يؤكد عليه الحجة، فاشترى منه أعراض المسلمين جميعا بثلاثة آلاف درهم، فقال الحطيئة في ذلك : وأخذت أطراف الكلام فلم تدع شتما يضر ولا مديحا ينفع وحميتني عرض اللئيم فلم يخف دمي وأصبح آمنا لا يفزع.
كان سبب حبسه أن الزبرقان بن بدر التميمي سيد قومه عَمِل للنَبي ـ صلى الله عليه وسلم ـ وأبي بكر وعمر ما، وكان يجمع زكاة قومه ويؤديها لهم. وقد أشتكى لعمراً لما هجاه الحطيئة. فقال له عمر وما قال لك: قال: قال لي : دعِ المكارمَ لا ترحلْ لبغيتها واقعـدْ فإنّك أنـت الطاعمُ الكاسي.
قال عمر: فإياك والمقذع من القول فقال الحطيئة: وما المقذع؟ قال عمر: أن تخاير بين الناس فتقول فلان خير من فلان وآل فلان خير من آل فلان؛ قال الحطيئة: فأنت والله أهجى مني. ثم قال له عمر: والله لولا أن تكون سُنّة لقطعت لسانك. فاشترى عمر منه أعراض المسلمين بثلاثة آلاف درهم، وأخذ عليه عهداً ألا يهجو أحداً ولكن يقال أنه رجع للهجاء بعد استشهاد عمر بن الخطاب.
وقد عرفت هذا نوع من القصائد في الأدب العربي على مر العصور والحقب التاريخية المختلفة بأدب الأسر وتجربة الاعتقال وتسمى بالسجنيات. والسجنيات هي تلك القصائد التي كتبها أصحابها خلف القضبان ومفردها سجنية وكل قصيدة كتبها صاحبها في سجنه سميت سجنية فيقولون سجنية الحطيئة وهكذا.
ولوادي مرخ العديد من الروافد التي تسنده وأكبرها شعيب الحسكي (بعول أهل الغاط ) وشعيب ريمية كشعيب السايله و شعيب أم العشاش
و وادي النوم و شعيب جارالله وغيرها.